# 大滝よしえもん
大滝 よしえもん（おおたき よしえもん、9月8日 - ）は、日本の漫画家。新潟県出身、乙女座、血液型はO型。
島本和彦らのアシスタントを経験したのち、角川書店、日本出版社、新声社などの出版社で執筆活動を行う。同人誌も発行している。

## 作品
角川書店
- 『月刊コミックコンプ』1988年から連載「一撃必殺・玉砕倶楽部」
- 『月刊コミックコンプ』1988年に短期連載「ハイホー！・怒りの傭精」（同人データCD収録時、『ハイホー来る！』に改題）
- 『月刊コミックコンプ』1993年から連載「快々的逃了あっくま〜ず」

日本出版社
- 『月刊コンバットコミック』
  - 1991年6月 - 1992年1月「九一式戦争漫画」
  - 1992年1月 - 1992年12月「九二式戦争漫画」
  - 1993年1月 - 1993年6月「九三式戦争漫画」
  - 1994年 　「KNOCK×24」
  - 1991年4月「深く静かに沈没せよ」、同1991年8月「ああ熱砂の蒼空に荒鷲は羽ばたかない」（作画：大野安之・原作：大滝よしえもん）
  - 1992年2月「日米対抗貿易不均衡合戦!!」、同1992年5月「喜劇・駅前戦争殺人列車出発進行!」（作画：おおのやすゆき・原作：大滝よしえもん）
- 1995年コンバットコミック増刊『コンバットモデルマガジン』創刊号「リモコン戦車バトル」

エニックス
- 『月刊少年ガンガン』1993年12月号「ザ・ゴーレムマスター」
- 『フレッシュガンガン』1994年春季増刊号「ザ・ゴーレムマスター＆ザ・ソードマスター」

新声社
- ヴァンパイアハンターコミックアンソロジー「しにそうヴァンパイアハンター」（1995年7月25日） ISBN 4-88199-186-8
- ストリートファイターZERO2コミックアンソロジー Vol.1「不明朗ゆかいまんが弟子入れ! さくらちゃん」（1996年8月10日） ISBN 4-88199-262-7
- ゲームギャグ1Pコミックカプコン編（1997年1月10日） ISBN 4-88199-308-9
- ゲームギャグ1Pコミックデッドオアアライブ編（1997年3月10日） ISBN 4-88199-329-1
- ゲームギャグ1PコミックストリートファイターEX編（1997年6月10日） ISBN 4-88199-352-6

エンターブレイン
- スーパーロボット大戦αアンソロジーコミック収録「こんなαを見た!!」（2000年12月9日） ISBN 4-7577-0200-0
- ファミ通PS （最終号） 2000年「ケーニギンティーガー」（前編）
- ファミ通PS2（創刊号） 2001年「ケーニギンティーガー」（後編）

他、角川書店「マル勝スーパーファミコン」、学研とベネッセのパソコン誌や教材誌でイラストや漫画あり。

## 同人誌
- 玉砕大シリーズ
  - 「玉砕大怪獣」、「玉砕大冒険」、「玉砕大噴火」、「玉砕大勝利」、「玉砕大戦略」、「玉砕大決戦」、「玉砕大爆発」、「玉砕大作戦」、「玉砕大将軍」、「玉砕大激突」など
- しにそうシリーズ
  - 「やっとしにそう」、「かなりしにそう」、「とてもしにそう」、「すごくしにそう」、「みごとしにそう」、「しにそう」、「さらにしにそう」、「ついにしにそう」、「やっとしにそう」、「とうとう死亡」など